# (38485) 1999 TQ102
1999 TQ102 (asteroide 38485) é um asteroide da cintura principal. Possui uma excentricidade de 0.13909870 e uma inclinação de 14.58576º.
Este asteroide foi descoberto no dia 2 de outubro de 1999 por LINEAR em Socorro.